# Малагасійська мова
Малагасі́йська мо́ва (малаг. malagasy, трансліт. малаґась) — мова австронезійської мовної родини, рідна для малагасійців, що становлять більшість населення Мадагаскару (понад 20 млн). На Мадагаскарі малагасійська мова офіційна нарівні з французькою.

## Історія та сучасність
Попри те, що Мадагаскар географічно лежить неподалік від Африки, мова його мешканців споріднена не з африканськими мовами, а з малайсько-полінезійськими мовами, поширеними на островах Індонезії та Тихого океану. Уважають, що саме мешканці цих островів першими заселили Мадагаскар. Базова лексика малагасійської близька до лексики населення острова Борнео. Наявний також лексичний вплив арабської та кісуахілі, завдяки торговим контактам з цими народами.
Найдавніші писемні пам'ятки датують XVI століттям, виконані арабським алфавітом.
Малагасійська використовує латиницю з 21 літери. Деякі звуки передаються диграфами. У стандартному правописі діакритичних знаків нема, але вони зустрічаються в старіших текстах.
Порядок слів у реченні: VOS (присудок — додаток — підмет).

## Фонетика
Наголос, як правило, падає на передостанній склад. Слова можуть закінчуватися тільки на голосні a, o, y. У малагасійській немає збігу приголосних (хіба що одна з них сонант — [w], [l], [m], [n], [r]), тому в словах іноземного походження між приголосними вставляють голосні: lakilasy — «клас», dokotera — «доктор». Якщо запозичене слово закінчується на приголосну, додається голосна наприкінці слова: boky — «книга», pensily — «олівець».

### Голосні
Виділяють лише шість голосних звуків, із них чотири основні, характерні для малагасійської мови:
- [i] (літера i, або y в кінці слова)
- [u] (o)
- [e] (e)
- [a] (a)

Фонема [o] трапляється лише в запозиченнях і словах іноземного походження (loranjy [l'orandzi] — «апельсин»). Щоб підкреслити те, що букву «o» треба читати як [o], використовують діакритичне ô (наприклад, pôlisy — «поліцейський»).
Голосний середнього ряду [ə] трапляється в кінці слів як позиційний варіант [u] і [a]: roa ['ruə] — «два», asa ['asʲə] — «робота».